# F♯A♯∞
F#A#∞ (F Sharp A Sharp Infinity) – debiutancki album kanadyjskiej grupy Godspeed You Black Emperor! (później Godspeed You! Black Emperor). Płyta została wydana dwa razy: pierwotnie w 1997 roku jako limitowany LP przez Constellation Records i ponownie, na CD, w 1998 przez Kranky. Ścieżki na płycie są podzielone na odrębne, zatytułowane partie. Wersja CD zawiera zremasterowany materiał, a także jeden dodatkowy i jeden ukryty utwór. Tematyka albumu w zamierzeniu twórców miała opisywać koniec świata i myśli o nadchodzącej apokalipsie.

## Lista utworów

### Winyl
1. "Nervous, Sad, Poor…" – 20:43
  1. "The Dead Flag Blues (Intro)" – 6:09
  2. "Slow Moving Trains" – 3:23
  3. "The Cowboy…" – 4:16
  4. "Drugs in Tokyo" – 3:29
  5. "The Dead Flag Blues (Outro)" – 1:52
  6. (untitled segment) – 1:34
2. "Bleak, Uncertain, Beautiful…" – 17:40
  1. "…Nothing's Alrite in Our Life…"/"The Dead Flag Blues (Reprise)" – 2:00
  2. "The Sad Mafioso…" – 5:33
  3. "Kicking Horse on Brokenhill" – 5:36
  4. "String Loop Manufactured During Downpour…" – 4:29

### CD
1. "The Dead Flag Blues" – 16:27
  1. "The Dead Flag Blues (Intro)" – 6:37
  2. "Slow Moving Trains" – 3:33
  3. "The Cowboy…" – 4:17
  4. "The Dead Flag Blues (Outro)" – 2:00
2. "East Hastings" – 17:58
  1. "…Nothing's Alrite in Our Life…"/"The Dead Flag Blues (Reprise)" – 1:35
  2. "The Sad Mafioso…" – 10:44
  3. "Drugs in Tokyo" – 3:43
  4. "Black Helicopter" – 1:56
3. "Providence" – 29:02
  1. "Divorce & Fever…" – 2:44
  2. "Dead Metheny…" – 8:07
  3. "Kicking Horse on Brokenhill" – 5:53
  4. "String Loop Manufactured During Downpour…" – 4:36
    - (unlisted segment of silence) – 3:32

  5. "J.L.H. Outro" – 4:08

## Twórcy
- Efrim Menuck – gitara
- Thierry Amar – bas
- Mauro Pezzente – bas
- Aidan Girt – perkusja
- Bruce Cawdron – perkusja
- David Bryant – gitara
- Mike Moya – gitara
- Norsola Johnson – wiolonczela
- Christophe
- Thea
- Don Wilkie – produkcja, miksowanie
- Ian Ilavsky – produkcja, miksowanie
- Godspeed You Black Emperor! – produkcja, miksowanie